# Metropolis (Nevada)
Metropolis é uma cidade fantasma no condado de Elko, estado do Nevada, 19 quilómetros a norte da cidade de Wells.

## História
Durante os inícios do século XX, muitos arrendatários tentaram lavrar no Great Basin, especialmente no oeste de Utah mas também no nordeste do Nevada. A criação da vila de foi um projeto de um homem de negócios do leste, Harry L. Pierce de Leominster, e investidores de Massachusetts e de Salt Lake City. Durante a segunda década do século XX, a Companhia Pierce's Pacific Reclamation planeou fazer de modo otimista Metropolis o centro de um enorme distrito agrícola.
A Companhia adquiriu 16.000 hectares de deserto em 1910 e contratou um respeitável empreiteiro de Salt Lake City P. J. “Pat” Moran, para construir uma barragem em Bishop Creek a 24 km a leste da cidade planeada, na esperança de usar o reservatório para irrigação. Assim que a barragem estava completa. a companhia aprofundou a sua campanha promocional e a Igreja de Jesus Cristo dos Santos dos Últimos Dias encorajou os seus membros a deslocarem-se para ali. A vila tornou-se predominantemente mórmon e nenhuma igreja foi erguida em Metropolis porque os mórmons usavam a sala recreativa como o seu local de culto.
Numa tentativa para demonstrar permanência a Companhia construiu uma sala de lazer, uma estação de correios, uma escola, um armazém de comboios e um magnifico hotel, com um gerador elétrico, uma central de aquecimento e água quente em todos os quartos. Um aguilhão ferroviário foi estendido até à vila e começou um regular serviço de passageiros em 1912.  A população subiu para aproximadamente para 700 habitantes.
Superficialmente a cidade parecia ter muito sucesso, mas encarava problemas sérios. Pierce não conseguiu obter os direitos da água da barragem de Bishop Creek, e a vila  de Lovelock serviu para prevenir o fecho da água da barragem de Bishop Creek.   Como os residentes não conseguiam irrigar, muitos tentaram o trigo de sequeiro, com sucesso.
Depois de os colonos matarem coiotes , a população de lebres cresceu dramaticamente. Os coelhos comiam sistematicamente o milho plantado destruindo as culturas que tanto trabalho deram aos camponeses da localidade. Os agricultores retaliavam com armas, venenos e caçadas organizadas. Eles mataram milhares de coelhos e venderam-nos em San Francisco.
A agricultura de sequeiro apenas foi possível por alguns anos por causa de uma extraordinária precipitação. A diminuição de chuvas e uma praga de uma espécie de gafanhotos, em inglês designados por "Mormon Crickets " (da espécie Anabrus simplex) acabaram com a experiência. A Companhia Pacific Reclamation declarou bancarrota em 1920. Em 1922, a via férrea deixou de passar pela localidade. Em 1924, apenas existiam 200 habitantes,muitos partiram definitivamente. O salão recreativo e o hotel incendiaram-se e a última loja fechou em 1925 e finalmente a estação de correios encerrou em 1942. Os poucos residentes voltaram a trabalhar nas quintas dos arredores. Por volta de 1950, Metropolis era uma cidade fantasma. Na atualidade, as quintas rodeiam a antiga vila. As ruínas do hotel, da escola e do cemitério é tudo o que resta da antiga cidade.